# Araneus bandelieri
Araneus bandelieri är en spindelart som först beskrevs av Simon 1891.  Araneus bandelieri ingår i släktet Araneus och familjen hjulspindlar. Inga underarter finns listade i Catalogue of Life.